# باب‌الحکم
باب‌الحکم به گویش کاشمری: بابُل حَکَم نام روستایی از توابع بخش انابد شهرستان بردسکن در استان خراسان رضوی است. این روستا در دهستان صحرا قرار دارد و براساس سرشماری سال ۱۳۸۵ جمعیت آن ۹۵۷ نفر (۲۶۷ خانوار) بوده است. حلوا مغزی این روستا نیز دارای شهرت می‌باشد. و از جاذبه‌های گردشگری آن می‌توان به خانه علوی و آب‌انبار باب‌الحکم اشاره کرد.